# ماركو بابا
ماركو باولو بابا بونسي (بالإسبانية: Marco Pappa)‏ (مواليد 15 نوفمبر 1987 في غواتيمالا) لاعب كرة قدم غواتيمالي دولي يجيد اللعب في خط الوسط . يلعب حاليا لصالح نادي شيكاغو فاير الأمريكي منذ 2010 .

## روابط خارجية
- ماركو بابا على موقع الاتحاد الدولي (مؤرشف)  (الإنجليزية)
- ماركو بابا على موقع الدوري الأمريكي (الإنجليزية)
- ماركو بابا على موقع قاعدة بيانات كرة القدم.إي يو (الإنجليزية)
- ماركو بابا على موقع ناشيونال فوتبول تيمز (الإنجليزية)
- ماركو بابا على موقع Soccerbase.com (لاعب) (الإنجليزية)
- ماركو بابا على موقع Soccerway.com (الإنجليزية)
- ماركو بابا على موقع عالم كرة القدم.نت (الإنجليزية)
- ماركو بابا على موقع كووورة
- ماركو بابا على موقع AS.com (الإسبانية)